# Lunatic Soul (album)
Lunatic Soul is het debuutalbum van de Poolse muziekgroep Lunatic Soul.

## Geschiedenis
Is het eerste solo muziekalbum van Mariusz Duda, de basgitarist van Riverside. De muziek, die in Warschau is opgenomen, heeft net als die van Riverside veel weg van Porcupine Tree, maar blijft rustig, de solo-uitschieters van Steven Wilson van Porcupine Tree blijven hier achterwege. In sommige tracks (met name 5) zijn akkoordenwisselingen te horen, die eigen zijn aan de muziek van Pink Floyd. In track (6) met onrustige toetsenpartijen doemt even Redshift op. Wat opvalt aan de klanken is dat er soms oosterse akkoordenschema's worden gebruikt.
Lunatic Soul I is het "zwarte" album, dat staat voor de vraag wat we achterlaten wanneer we sterven.

## Musici
- Mariusz Duda: akoestische gitaar, basgitaar, zang, Kalimba

Met medewerking van:
- Wawrzyniec Dramowicz: slagwerk (uit band Indukti)
- Maciej Meller: ebow (uit band Quidam)
- Maciej Szelenbaum: keyboards, piano, dwarsfluit, harmonica
- Michał Łapaj: hammondorgel

## Muziek
| Nr. | Titel                         | Duur |
| --- | ----------------------------- | ---- |
| 1.  | Prebirth                      | 1:10 |
| 2.  | The New Beginning             | 4:49 |
| 3.  | Out on a Limb                 | 5:27 |
| 4.  | Summerland                    | 4:59 |
| 5.  | Lunatic Soul                  | 6:47 |
| 6.  | Where the Darkness Is Deepest | 3:57 |
| 7.  | Near Life Experience          | 5:26 |
| 8.  | Adrift                        | 3:05 |
| 9.  | The Final Truth               | 7:34 |
| 10. | Waiting for the Dawn          | 3:35 |